# Yehoram Gaon

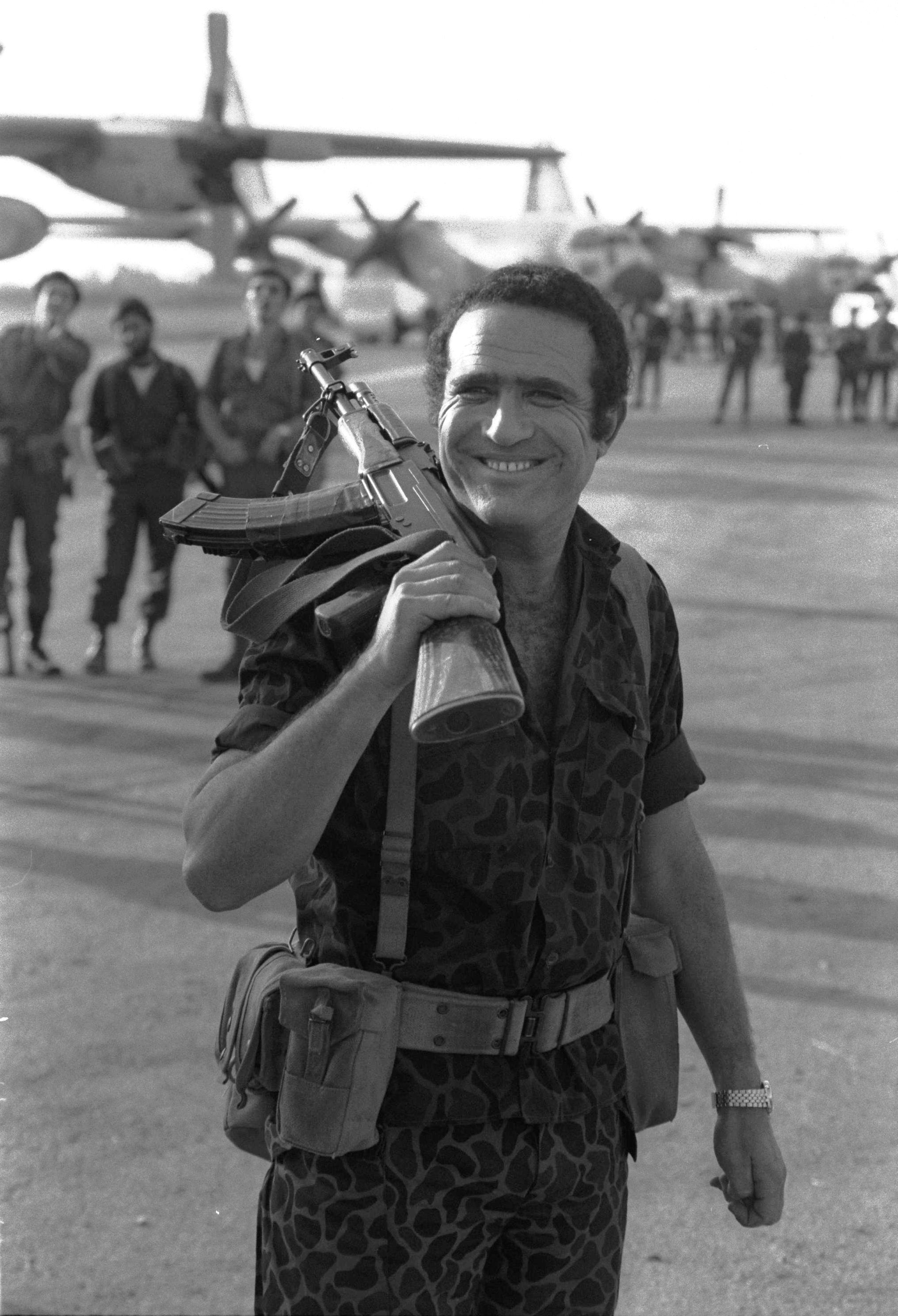
Gaon in der Rolle des Yonatan Netanyahu im Film Operation Thunderbolt, 1976

Yehoram Gaon (hebräisch יהורם גאון, umgangssprachlich auch Yoram Gaon; geb. 28. Dezember 1939 in Jerusalem) ist ein israelischer Sänger und Schauspieler. 2004 gewann er den Israel-Preis.

## Biografie
Yehoram Gaon wurde 1939 in Jerusalem geboren und wuchs im Stadtviertel Bet Hakerem auf. Er ist das jüngste von vier Kindern des Historikers und Ladino-Forschers Moshe-David Gaon, der als Abkömmling spanischer Juden in Bosnien geboren wurde. Yehorams Mutter Sara stammt aus dem türkischen Izmir, wo Moshe-David als Hebräischlehrer tätig war.
Yehoram Gaon absolvierte ab 1957 seinen Militärdienst in der israelischen Armee bei Lahakat Nachal, der Unterhaltungstruppe von Nachal. Sein militärischer Vorgesetzter Uri Zohar war zunächst von seinen sängerischen Fähigkeiten keineswegs überzeugt und riet ihm, es stattdessen mit der Schauspielerei zu versuchen.
1965 gab er sein erstes Soloalbum mit Liedern von Yossi Gamsu (* 1938) heraus, auf dem unter anderem eine hebräische Version des Beatles-Songs I Want to Hold Your Hand zu hören war. Seine nächste Produktion, ein EP, enthielt vier Lieder mit Texten von Gamsu in der Vertonung von Sascha Argow. Nach einem kurzen Aufenthalt in den USA kehrte er 1966 nach Israel zurück und gewann als Hauptdarsteller im erfolgreichen Musical Casablan schnell Berühmtheit. Israelische Künstler wie beispielsweise Naomi Schemer, Haim Hefer (1925–2012) und Dov Seltzer (* 1932) schrieben für ihn Lieder. In den 1980er Jahren trat er zusammen mit Yardena Arazi und Boaz Sharabi auf und veröffentlichte zahlreiche Romanzen auf Ladino. Er gilt als Vermittler zwischen Popmusik und der Melodik der Mizrachim.
Gaon spielte auch in einigen israelischen Filmen mit. In Operation Thunderbolt, dessen Handlung auf der Operation Entebbe in Uganda beruht, verkörpert er Yonatan Netanyahu, der als Anführer der Aktion in deren Verlauf getötet wurde; Klaus Kinski übernimmt die Rolle des deutschen Terroristen Wilfried Böse. Der Film, kurz nach den Ereignissen in Uganda unter der Regie von Menahem Golan gedreht, erwies sich als internationaler Erfolg und wurde sogar für einen Oscar vorgeschlagen. Krovim Krovim („Nahe Verwandte“), die erste israelische Sitcom, lief 1983–1986 auf Kanal 1 (Aruz 1) des israelischen Fernsehens. In dieser Fernsehserie mit 38 Folgen war Gaon als hypochondrischer Ingenieur und Familienvater zu sehen, unter anderem mit Hanna Maron. Nach einer jahrzehntelangen Filmpause trat er wieder 2004 in Medurat Hashevet („Lagerfeuer“) von Joseph Cedar auf. 2004 wurde er mit dem Israel-Preis für hebräisches Lied ausgezeichnet.

## Diskografie

### Singles (Auswahl)
- 1971: אל תשטה באהבה
- 1971: הנני כאן
- 1977: עוד לא אהבתי די
- 1977: שלום לך ארץ נהדרת
- 2023: לא תנצחו אותי ("חרבות ברזל" 2023)